# 绍佐
绍佐（法語：Chozeau，法語發音：[ʃozo]）是法国伊泽尔省的一个市镇，位于该省西北部，属于拉图尔迪潘区。

## 地理
绍佐（45°41'47"N, 5°12'27"E）面积8.2 平方千米，位于法国奥弗涅-罗讷-阿尔卑斯大区伊泽尔省，该省份为法国东南部内陆省份，北起顺时针与安省、萨瓦省、上阿尔卑斯省、德龙省、阿尔代什省、卢瓦尔省和罗讷省。
与绍佐接壤的市镇（或旧市镇、城区）包括：韦西略、维勒穆瓦里约、沙马尼约、帕诺萨。

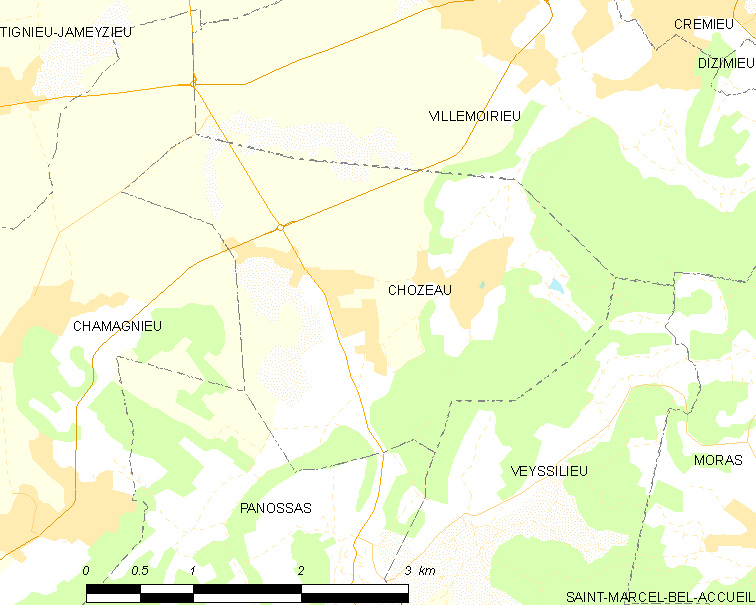
绍佐的OSM定位图

绍佐的时区为UTC+01:00、UTC+02:00（夏令时）。

## 行政
绍佐的邮政编码为38460，INSEE市镇编码为38109。

## 政治
绍佐所属的省级选区为沙尔维约-沙瓦尼厄县。

## 人口

1962-2008年间绍佐人口变化图示

绍佐于2022年1月1日时的人口数量为998人。